# Jan Frans Portaels

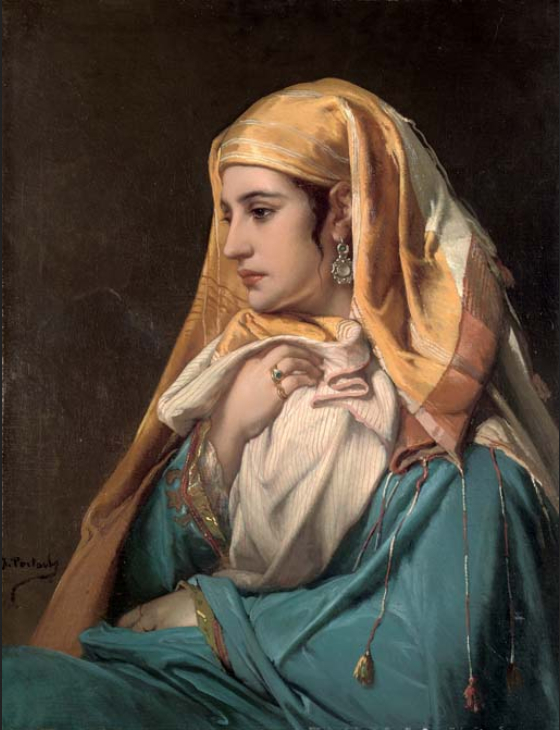
Oriëntaalse vrouw (1877)

Jan Frans Portaels  of Jean-François Portaels - voornamen in het Frans op de geboorteakte van de schilder, in zijn correspondentie en in administratieve documenten, destijds zelfs in het Nederlands- (Vilvoorde, 3 april 1818 – Schaarbeek, 8 februari 1895) was een Belgisch oriëntalistisch schilder en pedagoog.

## Levensloop
Portaels was directeur van de Gentse Academie van 1847 tot 1849 en werd later, in 1878, directeur van de Brusselse Academie tot 1895. Hij had ook zelf aan de Brusselse Academie gestudeerd en daar kennisgemaakt met François-Joseph Navez, die destijds aan het hoofd van de instelling stond en Portaels spoedig als leerling opnam in zijn eigen atelier.
In 1841 vertrok Portaels naar Parijs en in 1842 won hij in Antwerpen de Prijs van Rome voor schilderkunst. In de jaren die volgden maakte hij vele reizen naar onder meer Marokko, Italië, Griekenland, Algerije, Egypte, Libanon, Spanje, Hongarije en Noorwegen. Een terugkerend thema in zijn werk zijn oriëntaalse en exotische taferelen, en in het bijzonder oriëntaalse vrouwen, maar Portaels schilderde ook Bijbelse voorstellingen en portretten van bestuurders en andere vooraanstaande personen. Twee doeken van hem versieren de Sint-Jacob-op-Koudenberg.
Hij doceerde in zijn eigen atelier, dat van groot belang was voor de ontwikkeling van de Belgische schilderkunst in de tweede helft van de 19e eeuw. Tot zijn leerlingen behoorden onder meer Emile Wauters, Théo van Rysselberghe, Edouard Agneessens, André Hennebicq, Nestor Outer, beeldhouwer Charles Van der Stappen en architect Charles Licot.
Jan Portaels overleed op 8 februari 1895 in Schaarbeek en werd begraven op het kerkhof van Laken.

## Eerbetoon
- Het ziekenhuis van zijn geboortestad Vilvoorde werd in 2002 naar hem vernoemd. Ook de stedelijke academie voor beeldende kunsten draagt zijn naam.
- In Schaarbeek en Vilvoorde werd een straat naar hem vernoemd.

## Musea
- Brussel, Koninklijke Musea voor Schone Kunsten van België
- Oostende, Mu.ZEE. Kunstmuseum aan Zee

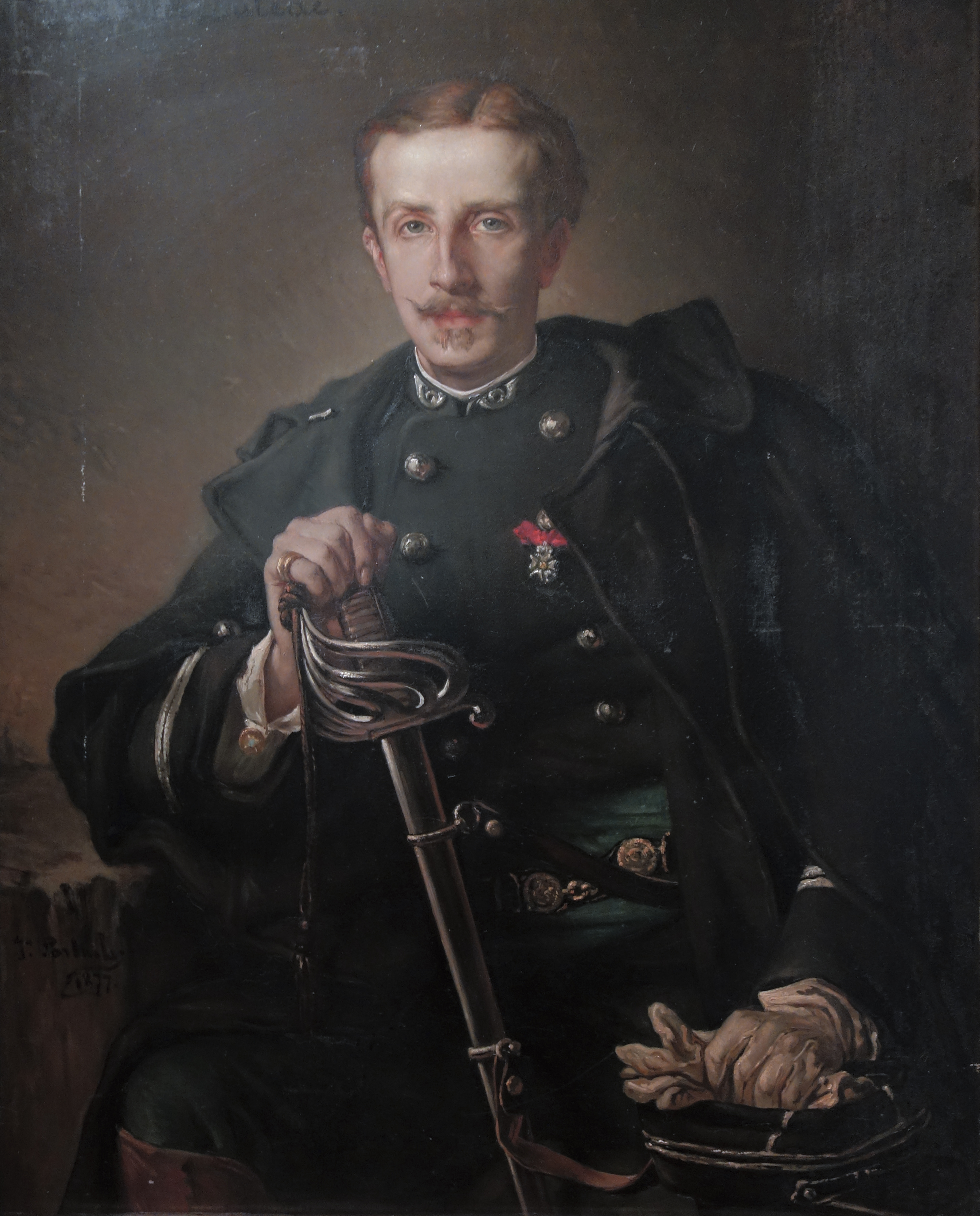
Paul Déroulède
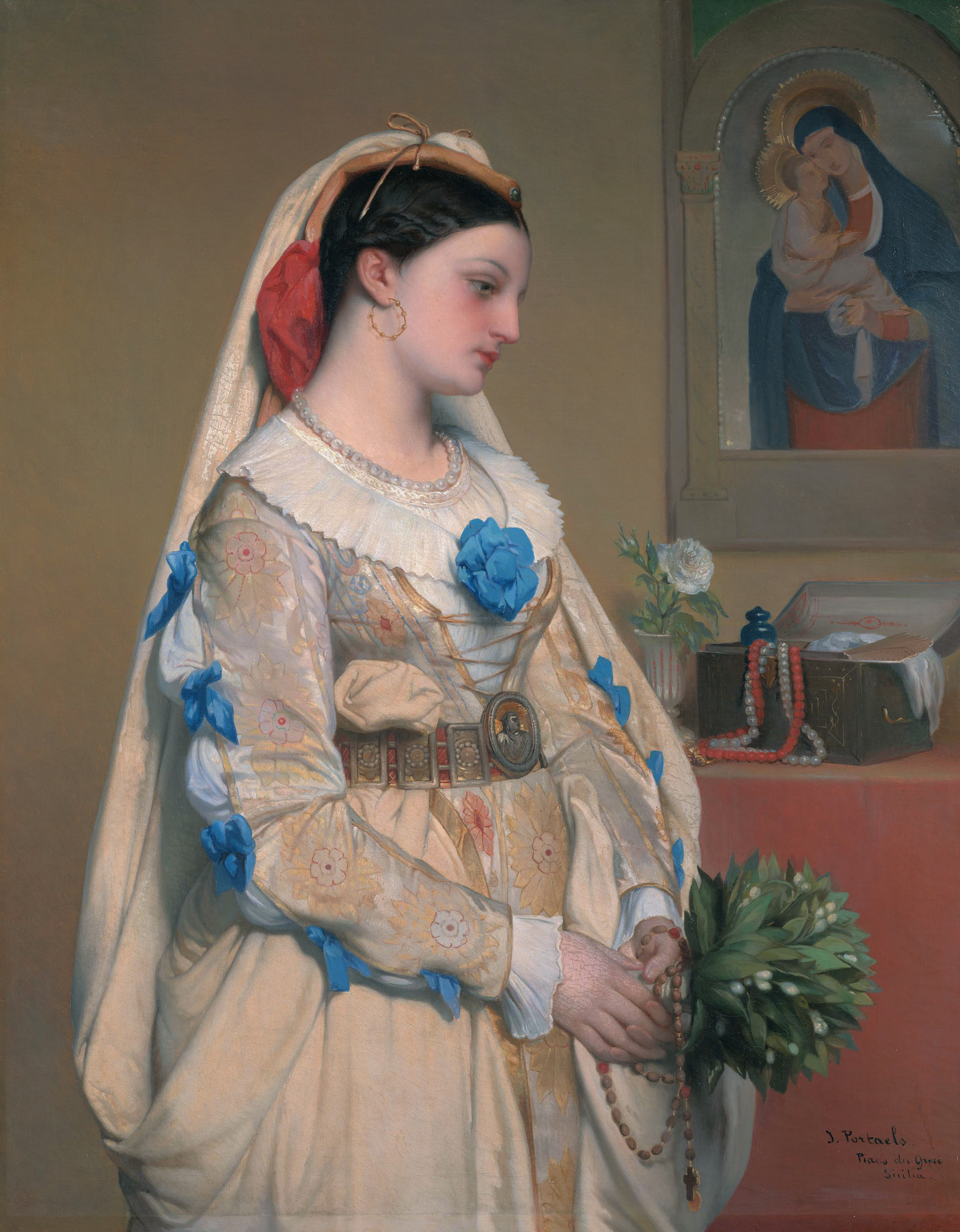
Een Siciliaanse bruid